# Goffredo Colombi
Goffredo Colombi (Stradella, 15 settembre 1919 – Livorno, 29 giugno 2008) è stato un calciatore italiano.

## Carriera
Giocava come interno. Cresce calcisticamente a Stradella e Vigevano per passare nella più quotata Pro Patria dove nel 1942 esordisce in Serie B. Resta a Busto Arsizio anche per il Campionato di Guerra Alta Italia nel 1944 e dopo la Liberazione riprende a giocare con il Casale nel campionato misto di Serie B/C. Nel 1946 resta in Serie B con la Cremonese e con i lombardi segna 22 reti in 2 campionati. Nel 1948 si trasferisce al Venezia sempre in Serie B che arrivando secondo viene promosso. Quindi viene di nuovo ceduto.
Nel 1949 passa alla SPAL: al termine del campionato 1949-1950 Colombi realizzerà 20 reti in 29 partite. Le 20 reti di Colombi si aggiungono alle 17 di Ciccarelli ed alle 22 di De Vito ma la SPAL arriverà terza e non verrà promossa, ma ci riuscirà nella stagione successiva. Confermato anche in Serie A, esordisce a 30 anni il 4 novembre 1951 in trasferta contro il Legnano (3-3). A Ferrara, Colombi resta fino al 1953.
Torna quindi a Novara dove resta in Serie A per altre 2 stagioni anche se le sue presenze iniziano a diradarsi.
Colombi ha giocato 74 gare in Serie A realizzando 11 reti mentre in Serie B ha segnato oltre 70 goal in oltre 220 partite.

## Palmarès

### Club

#### Competizioni nazionali
- Serie B: 1

SPAL: 1950-1951
- Serie C: 1

Parma: 1942-1943